# دراغوليوب تشيريتش
دراغوليوب تشيريتش (بالصربية: Драгољуб Ћирић)‏ Dragoljub Čirić (ولد في 12 نوفمبر 1935 – ومات 17 أغسطس 2014) كان لاعب شطرنج صربي ويوغسلافي حمل لقب أستاذ كبير.

## حياته
- ولد في نوفي ساد في عام 1935.

## ألقاب
- نال لقب أستاذ دولي عام 1961.
- نال لقب أستاذ كبير عام 1965.

إنجازات==
- لعب باسم يوغسلافيا في أولمبياد الشطرنج عام 1966 و1968.
- لعب في بطولة فرق أوروبا للشطرنج مرتين عام 1961، 1956.

## روابط خارجية
- دراغوليوب تشيريتش على موقع مباريات الشطرنج (الإنجليزية)
- دراغوليوب تشيريتش على موقع 365Chess.com (الإنجليزية)
- دراغوليوب تشيريتش على موقع Chesstempo.com (الإنجليزية)
- دراغوليوب تشيريتش على موقع اتحاد المراسلات الدولية للشطرنج (الإنجليزية)
- دراغوليوب تشيريتش سجل أولمبياد الشطرنج على موقع OlimpBase.org (الإنجليزية)